# Guatemala i olympiska sommarspelen 2004
Guatemala i olympiska sommarspelen 2004 bestod av 18 idrottare som blivit uttagna av Guatemalas olympiska kommitté.

## Badminton
| Idrottare  | Gren       | Sextondelsfinaler                  | Åttondelsfinaler     | Kvartsfinaler        | Semifinaler          | Final                | Final            |
| Idrottare  | Gren       | Motståndare Resultat               | Motståndare Resultat | Motståndare Resultat | Motståndare Resultat | Motståndare Resultat | Placering        |
| ---------- | ---------- | ---------------------------------- | -------------------- | -------------------- | -------------------- | -------------------- | ---------------- |
| Pedro Yang | Herrsingel | Andersen (NOR) L 9-15, 15-8, 13-15 | Gick inte vidare     | Gick inte vidare     | Gick inte vidare     | Gick inte vidare     | Gick inte vidare |

## Cykling

### Landsväg
Herrar
| Idrottare            | Gren                | Tid     | Placering |
| -------------------- | ------------------- | ------- | --------- |
| Maria Dolores Molina | Herrarnas linjelopp | 3:40:43 | 50        |

### Bana
Keirin
| Jose Sochon | Herrarnas keirin | Omgång 1 4 Återkval 3 | Omgång 1 4 Återkval 3 | Gick inte vidare | Gick inte vidare | Gick inte vidare | Gick inte vidare |

## Friidrott
Herrar
Bana, maraton och gång
| Idrottare            | Gren              | Heat     | Heat      | Kvartsfinal | Kvartsfinal | Semifinal | Semifinal | Final    | Final     |
| Idrottare            | Gren              | Resultat | Placering | Resultat    | Placering   | Resultat  | Placering | Resultat | Placering |
| -------------------- | ----------------- | -------- | --------- | ----------- | ----------- | --------- | --------- | -------- | --------- |
| Alfredo Arevalo      | Maraton           | i.u.     | i.u.      | i.u.        | i.u.        | i.u.      | i.u.      | 2:34:02  | 77        |
| José Amado García    | Maraton           | i.u.     | i.u.      | i.u.        | i.u.        | i.u.      | i.u.      | 2:27:13  | 64        |
| Luis Fernando García | 50 kilometer gång | i.u.     | i.u.      | i.u.        | i.u.        | i.u.      | i.u.      | DNF      | x         |
| Julio René Martínez  | 50 kilometer gång | i.u.     | i.u.      | i.u.        | i.u.        | i.u.      | i.u.      | DSQ      | x         |

Damer
Bana, maraton och gång
| Idrottare        | Gren              | Heat     | Heat      | Kvartsfinal | Kvartsfinal | Semifinal | Semifinal | Final    | Final     |
| Idrottare        | Gren              | Resultat | Placering | Resultat    | Placering   | Resultat  | Placering | Resultat | Placering |
| ---------------- | ----------------- | -------- | --------- | ----------- | ----------- | --------- | --------- | -------- | --------- |
| Teresita Collado | 20 kilometer gång | i.u.     | i.u.      | i.u.        | i.u.        | i.u.      | i.u.      | 1:46:41  | 49        |

## Modern femkamp
| Idrottare                  | Gren             | Skytte   | Skytte | Fäktning | Fäktning | Simning  | Simning | Ridning | Ridning | Löpning  | Löpning | Totalpoäng | Placering |
| Idrottare                  | Gren             | Resultat | Poäng  | Resultat | Poäng    | Resultat | Poäng   | Straff  | Poäng   | Resultat | Poäng   | Totalpoäng | Placering |
| -------------------------- | ---------------- | -------- | ------ | -------- | -------- | -------- | ------- | ------- | ------- | -------- | ------- | ---------- | --------- |
| María Isabel de Sanz-Agero | Damernas tävling | 161      | 868    | 10-21    | 664      | 2:30,29  | 1120    | 172     | 1028    | 12:23,90 | 748     | 4428       | 31        |

## Taekwondo
| Idrottare         | Gren             | Åttondelsfinaler      | Kvartsfinaler          | Semifinaer            | Återkval             | Bronsmatch           | Final                 | Final     |
| Idrottare         | Gren             | Motståndare Resultat  | Motståndare Resultat   | Motståndare Resultat  | Motståndare Resultat | Motståndare Resultat | Motståndare Resultat  | Placering |
| ----------------- | ---------------- | --------------------- | ---------------------- | --------------------- | -------------------- | -------------------- | --------------------- | --------- |
| Gabriel Sagastume | Herrarnas −68 kg | Mahlangu (RSA) W 11–7 | Massimino (AUS) W 5–4  | Huang C-H (TPE) L 5–7 | Bye                  | Silva (BRA) L 10–12  | Gick inte vidare      | 5         |
| Euda Carías       | Damernas −49 kg  | Teo (MAS) W 4–4 SUP   | Lukic (AUT) W 1–1 SUP  | Labrada (CUB) L 3–8   | Bye                  | Mora (COL) L 0–2     | Gick inte vidare      | 5         |
| Heidy Juárez      | Damernas −67 kg  | Bartasek (AUS) W 7–0  | Mystakidou (GRE) L 4–6 | Gick inte vidare      | Wihongi (NZL) W 4–1  | Díaz (PUR) W 5–2     | Hwang K-S (KOR) L 2–5 | 4         |